# Synoicum sagamianum
Synoicum sagamianum is een zakpijpensoort uit de familie van de Polyclinidae. De wetenschappelijke naam van de soort is voor het eerst geldig gepubliceerd in 1962 door Tokioka.